# Arsen'evskij rajon
L'Arsen'evskij rajon (in russo Арсеньевский район?) è un rajon dell'Oblast' di Tula, in Russia. Istituito nel 1924, il capoluogo è Arsen'evo.